# Roger De Winter
Roger De Winter (Vilvoorde, 23 februari 1923 - aldaar, 19 maart 2001) was een Belgisch architect en meubelontwerper. 

## Biografie

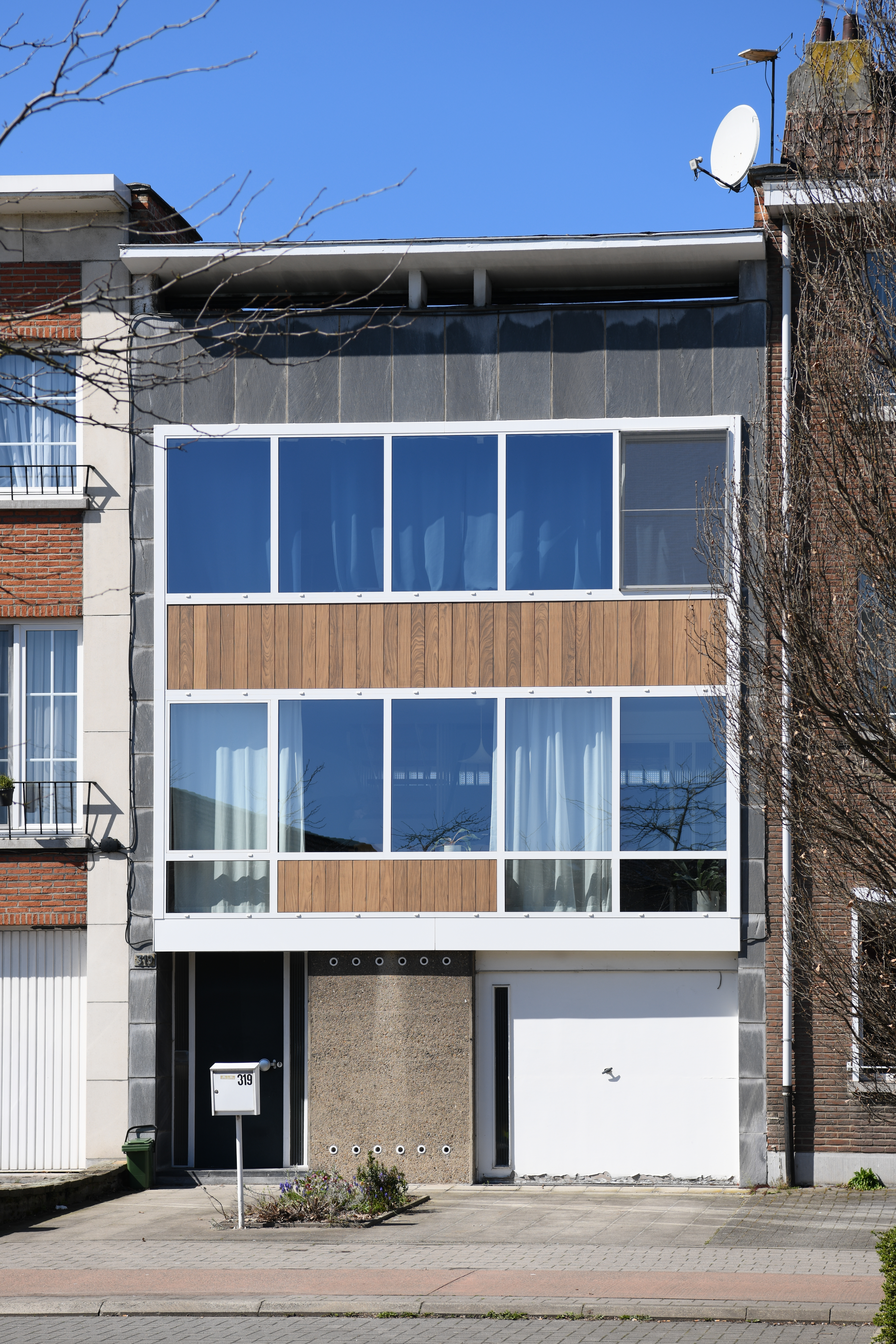
RDW (1956, Vilvoorde) - woning De Lodder (2023)

Roger De Winter studeerde aan het Koninklijk Atheneum in Vilvoorde. Daarna koos hij in Brussel voor een opleiding architectuur aan het Hoger Architectuurinstituut Sint-Lucas (1940-1944) en architectuur en stedenbouw aan La Cambre (1944-1947) waar hij zich kon omringen door de belangrijkste Belgische modernisten van de twintigste eeuw. 
Na een stage bij het Ministerie van Volksgezondheid en Gezin waar hij betrokken was bij de renovatie van het Domein Hofstade, associeerde hij zich tussen 1948 en 1950 met architect Paul-Emile Vincent. Hiermee vatte hij zijn carrière aan in zijn thuisstad Vilvoorde, die toen gekenmerkt werd door een vanuit industrialisatie en naoorlogse suburbanisatie voortvloeiende huisvestingsnood.  

In 1950 associeerde de net afgestudeerde architect Lucien Engels zich met De Winter. Samen werd nieuw boeiend oeuvre van voornamelijk rijwoningen langs nieuw aangelegde straten in Vilvoorde gerealiseerd. Deze architectuur kenmerkt zich door een gebruik van eigentijdse materialen en een grote functionaliteit in de planopbouw en inplanting. De gevels kennen een relatief grote soberheid en vertonen een toename naar meer transparantie, onder meer door het gebruik van gordijngevels. Functionalisme werd gecombineerd met decoratieve elementen en details, zoals kleurrijke sandwichpanelen, glastegels en luifels. De samenwerking eindigde in 1954. In 2010 werd het boek 'Vilvoorde. Staalkaart van moderne architectuur' met bijhorende wandeling gepubliceerd door de Provincie Vlaams-Babant, gewijd aan het gemeenschappelijk repertoire.   

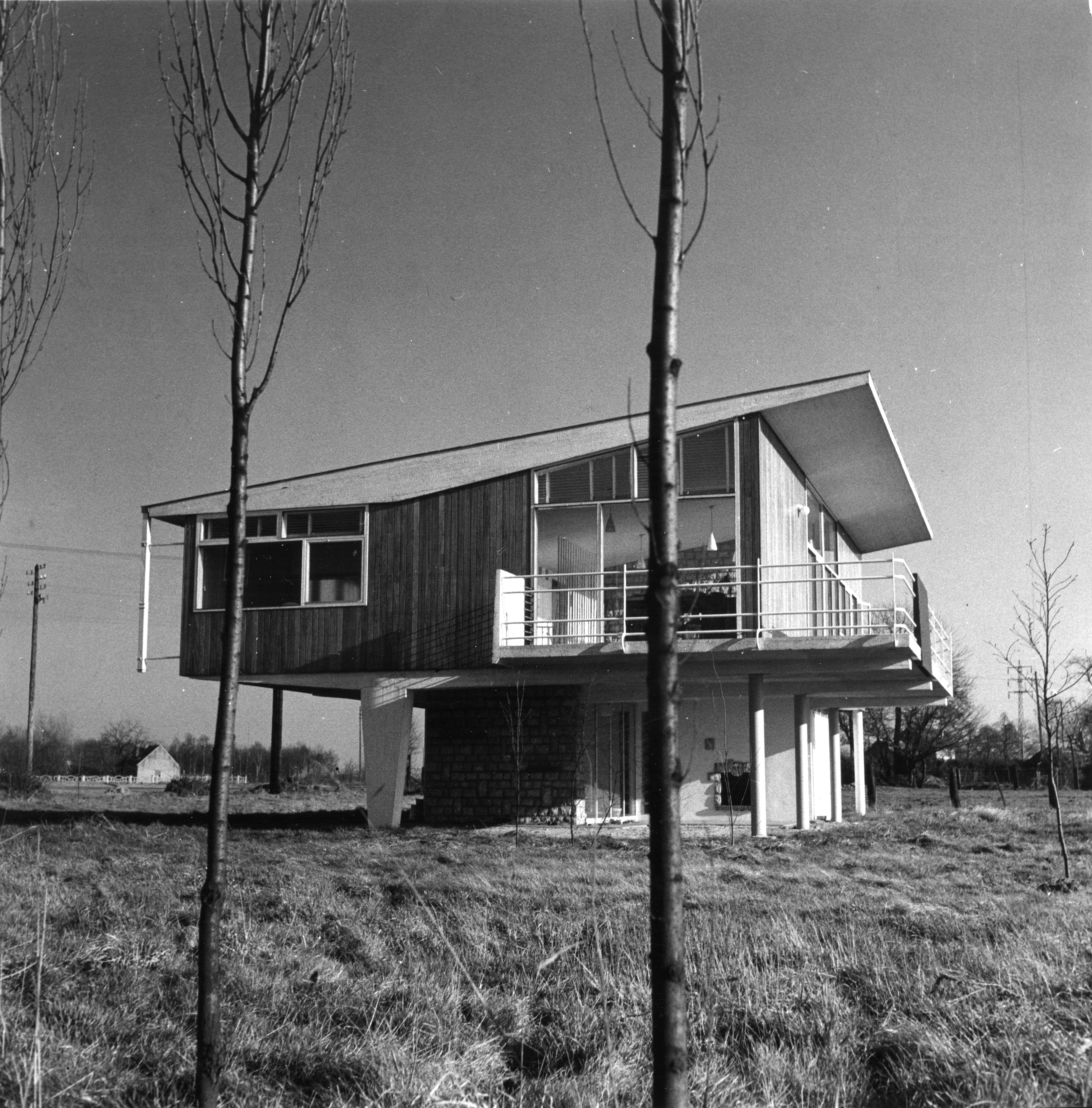
RDW (1956, Zemst) - woning Vaeck (1956)

Na een periode van baanbrekende rijhuizen in Vilvoorde startte De Winter in 1954 zijn eigen praktijk. Die was voornamelijk gewijd aan woonhuizen en gebouwen voor kleine ondernemingen in de grote omgeving van Vilvoorde, Mechelen en Brussel.  
De Winter ontwierp bewust enkel voor opdrachtgevers in de privésector en meed projecten van politieke aard. 
Daarnaast werkte hij tussen 1958 en 1975 op vrije basis als meubelontwerper. 
Hij bleef werkzaam als architect tot halverwege de jaren 1990.

## Bron
Belgium, Docomomo, Woning Vaeck « Docomomo Belgium. 
- Système universitaire de documentation: 18610619X
- Union List of Artist Names: 500250363
- Virtual International Authority File: 172530694